# De koddige kater
De koddige kater is het vierenzestigste stripverhaal uit de reeks van Suske en Wiske. Het is geschreven door Willy Vandersteen en gepubliceerd in De Standaard en Het Nieuwsblad van 11 september 1964 tot en met 22 januari 1965. 
De eerste albumuitgave was in 1965, als vierde deel in de gezamenlijke tweekleurenreeks met nummer 54. In 1967 verscheen het verhaal in de Vierkleurenreeks met albumnummer 74. De oorspronkelijke versie kwam in 1999 nog eens uit in Suske en Wiske Klassiek.

## Locaties
- Luxemburg met druipsteengrot, het dorp Altenfels met de ruïne

## Personages
- Suske, Wiske, Lambik, Jerom, tante Sidonia, meneer Erdemelcher (X), boswachter, bewaker, Hans (bediende), de burgemeester en zijn vrouw Hildgarde, Siegfried (kater), Nonoletta (poes), rooie kater, zigeuners, de oudjes van Altenfels

## Het verhaal
Lambik rijdt over een fiets heen en geeft de eigenaar een schadevergoeding. Maar dan blijkt het een truc te zijn: dezelfde man gooit even later zijn fiets voor een andere auto en vraagt dan ook weer de bestuurder om geld. 
Tante Sidonia’s keuken is niet afgemaakt door een schilder. Ze wordt nog kwader als blijkt dat Lambik de schilder al van tevoren heeft betaald. Lambik is het allemaal zat en vertrekt in een zwarte auto. ’s Nachts vinden de anderen hem in de koelkast, hij spreekt niet meer tegen zijn vrienden.
Lambik wil naar Luxemburg en hij wil ook zijn geweten kwijtraken. Hij verdwijnt met ene "meneer X". De vrienden gaan voor een grotexploratie ook naar Luxemburg en zien daar de zwarte wagen. Ze kamperen bij het domein en ontdekken dat meneer Erdemelcher – een grondspeculant – de eigenaar is. Ook ontdekken ze de naam van Lambik in verband met project Altenfels in de papieren.
De vrienden dalen af in een druipsteengrot en vinden  daar sporen van een kat. Ook vinden ze een beeld van een dame met een kat op de schoot, op het beeld staat de naam Altenfels. Als de touwladder wordt losgemaakt vinden de vrienden een andere uitgang. Ook de kat gaat naar buiten en ze komen bij een ruïne op een berg bij het dorp Altenfels.
De burgemeester vertelt over een legende die wil dat de kat van de gravin door zijn blik mensen kon genezen van egoïsme. In 1728 stierf de gravin van Altenfels en hij liet het dorp voor altijd achter voor ouderen, zij leven daar nu nog altijd in rust. Maar de burgemeester vertelt ook over Erdemelcher die het dorp wil afbreken om er een hotel te kunnen bouwen en Lambik in dienst heeft genomen om zijn plannen te verwezenlijken. Dan komt Siegfried − de kat uit de grot −, maar voordat hij Lambik kan genezen van zijn koude hart ziet hij de poes Nonoletta.
Siegfried achtervolgt Nonoletta naar het zigeunerkamp en krijgt daar ruzie met haar baas en een andere kater. Bij de burgemeester is ingebroken en het privilege is gestolen. Lambik zegt dat Erdemelcher de rechtmatige eigenaar van het dorp is en er worden zware jongens naar het dorp gestuurd. De dorpelingen maken zich gereed voor de strijd en Jerom helpt hen. Suske en Wiske bevrijden Nonoletta en vangen ook Siegfried.
Siegfried zorgt er met zijn gave voor dat de zware jongens afdruipen, maar Lambik blijft een egoïst. Zijn portemonnee vol met geld blijkt de blik van Siegfried te hebben afgekaatst. Lambik vangt Nonoletta, maar die wordt bevrijd door Siegfried en later Jerom. Nonoletta gaat er met een andere kater vandoor. Suske, Wiske en Jerom gaan naar Erdemelcher en Siegfried geneest hem van zijn egoïsme. Erdemelcher vertelt dat hij Lambik opdracht heeft gegeven het dorp te vernietigen met dynamiet.
Siegfried rent naar Lambik, die zijn portemonnee niet meer op zak heeft. Als hij in een klem vast komt te zitten, schiet Nonoletta hem toch te hulp. Lambik wordt op tijd genezen door Siegfied, maar een tijdens een onweersbui door de bliksem geraakte boom valt op de ontsteker van het dynamiet, waardoor dit ontploft. Jerom weet het dorp te redden en de inwoners vieren feest. Siegfried trouwt met Nonoletta en ze gaan samen wonen in de grot. De vrienden gaan terug naar huis.

## Achtergronden
- Dit verhaal is ook in het Fries uitgegeven als De boarlike boarre. Siegfried heet daar "Sibert" en Nonoletta "Nyske".
- In de stripreeks De Kiekeboes wordt in Meesterwerken bij de vleet (1981) in strook 16 verwezen naar een galerie genaamd "Het koddige kader". Dit is een woordspeling op De koddige kater.
- De naam "Nonoletta" is ontleend aan de Italiaanse inzending Non ho l'età, het winnende liedje van het Eurovisie Songfestival in 1964. Ook is het een verwijzing naar het Latijnse Pecunia non olet, een thema in dit Suske en Wiske-album.